# Liste der Baudenkmäler in Lippetal
Die Liste der Baudenkmäler in Lippetal enthält die denkmalgeschützten Bauwerke auf dem Gebiet der Gemeinde Lippetal im Kreis Soest in Nordrhein-Westfalen (Stand: April 2019). Diese Baudenkmäler sind in der Denkmalliste der Gemeinde Lippetal eingetragen; Grundlage für die Aufnahme ist das Denkmalschutzgesetz Nordrhein-Westfalen (DSchG NRW).

| Bild                                    | Bezeichnung                                                                                         | Lage | Beschreibung | Bauzeit                                                    | Eingetragen seit            | Denkmal- nummer |
| --------------------------------------- | --------------------------------------------------------------------------------------------------- | --- | --- | ---------------------------------------------------------- | --------------------------- | --------------- |
| Windmühle Heintrop                      | Windmühle Heintrop                                                                                  | Heintrop Heintrop 1 Karte | bis 1945 in Betrieb; Windmühlenflügel mit einer Gesamtspannweite von 20 m, Windmühlenturm aus heimischem Kalksandsteinmaterial | 1870                                                       | 31. Dezember 1984           | A-01            |
| weitere Bilder                          | Pfarrkirche St. Ida                                                                                 | Herzfeld Kirchplatz Karte | erbaut nach Entwurf von Lambert von Fisenne | 1901–1903                                                  | 31. Dezember 1984           | A-02            |
| weitere Bilder                          | Schloss Hovestadt Wasserschloss, Vorburganlage, Schlosskapelle und Barockgarten sowie Nepomukstatue | Hovestadt Karte | Wasserschloss mit Hauptschloss erbaut 1563–1572 von Laurenz von Bohum, Umbau 1735, die Vorburganlage wurde um 1733 von Johann Conrad Schlaun errichtet, Schlosskapelle und Barockgarten aus dem 18. Jahrhundert | 1563–1572                                                  | 31. Dezember 1984           | A-03            |
| weitere Bilder                          | Ehemaliges Rentmeisterwohnhaus                                                                      | Hovestadt Brückenstraße 6 Karte | Fachwerkbau | 1732–1734                                                  | 31. Dezember 1984           | A-04            |
| weitere Bilder                          | Pfarrkirche St. Cornelius und Cyprianus                                                             | Lippborg Hauptstraße Karte | erbaut nach Entwurf von Vincenz Statz | 1857–1859                                                  | 31. Dezember 1984           | A-05            |
| Ludgerus-Brunnenkapelle                 | Ludgerus-Brunnenkapelle                                                                             | Lippborg Dolberger Straße Karte | erbaut von Wilhelm Buchholtz (Soest) | 1857                                                       | 31. Dezember 1984           | A-06            |
| Ehemaliges Richterhaus                  | Ehemaliges Richterhaus                                                                              | Lippborg Herrenstraße 7 Karte | | um 1780                                                    | 31. Dezember 1984           | A-07            |
| Hofanlage „Heitkamp“                    | Hofanlage „Heitkamp“                                                                                | Niederbauer Am Heitkamp 5 Karte | Westfälisches Bauernhaus, Hauptgebäude im Kern von 1726, Nebengebäude frühes 19. Jahrhundert, Hofkreuz 1906, Hauptgebäude wurde als Vierständerhaus errichtet | 1726                                                       | 31. Dezember 1986           | A-08            |
| weitere Bilder                          | Barockkapelle St. Anna                                                                              | Nordwald | unter Denkmalschutz steht die Barockkapelle mit Einrichtung (altes Gestühl und zwei Figuren) |                                                            | 31. Dezember 1984           | A-09            |
| Kath. Pfarrkirche St. Stephanus         | Kath. Pfarrkirche St. Stephanus                                                                     | Oestinghausen An der Kirche Karte | | Mitte 13. Jh., Westturm 12. Jh., Haube und Dachreiter 1715 | 31. Dezember 1984           | A-10            |
| Pfarrhaus                               | Pfarrhaus                                                                                           | Oestinghausen An der Kirche 6 Karte | |                                                            | 31. Dezember 1984           | A-11            |
| Fachwerkhaus Flüchter                   | Fachwerkhaus Flüchter                                                                               | Oestinghausen An der Kirche 9 Karte | | 16. Jahrhundert                                            | 31. Dezember 1984           | A-12            |
| weitere Bilder                          | St.-Johannes-Baptist-Kapelle                                                                        | Schoneberg Karte | erbaut von Josef Ferber (Soest) | 1913                                                       | 31. Dezember 1984           | A-13            |
| weitere Bilder                          | Haus Assen                                                                                          | Lippborg Assen Karte | Hauptburg, Alt- und Neu-Assen mit Türmen, Umfassungsmauern und Raumöffnung des Innern, Kapelle auf dem Westflügel von Neu-Assen, 1854–1858 von Wilhelm Buchholtz errichtet; Vorburggebäude, Brücke über die Außengräfte, Brücke zur Hauptburg, Parkanlage seitlich vor der Vorburg, Bildstock |                                                            | 31. Dezember 1984           | A-14            |
| Nepomukstatue Kesseler                  | Nepomukstatue Kesseler                                                                              | Herzfeld Kesseler Straße 3 Karte | Errichtet um 1700. Ursprünglich befand sich die Statue auf der Burgbrücke der 1798 abgebrochenen Middelburg. jetzt steht sie an der Einfahrt des Hofes an der Kesseler Straße |                                                            | 31. Dezember 1984           | A-15            |
| Fachwerkhaus                            | Fachwerkhaus                                                                                        | Hovestadt Schloßstraße 8 Karte | Traufständiges Fachwerkhaus in einer Zeile planmäßiger Gebäude, die in städtebaulicher Wirkung zum Schloss stehen. Struktur der Häuserzeile dokumentiert den frühen soziologischen Zusammenhang kleinbürgerlichen Zusammenlebens am Rande eines Adelssitzes. | 1. Hälfte des 19. Jahrhunderts                             | 4. Oktober 1985             | A-16            |
| weitere Bilder                          | Quabbenmühle                                                                                        | Lippborg An der Quabbe Karte | Mühlengebäude aus Backstein, mit Tonpfannen gedecktes Walmdach, Reste der Wasserführung, Müller-Wohnhaus von 1792, quer erschlossene Fachwerk-Stallscheune des 19. Jahrhunderts | 1792                                                       | 3. Januar 1986              | A-17            |
| weitere Bilder                          | Friedhof                                                                                            | Oestinghausen Hovestädter Straße Karte                                                                                                  | 14 Kreuzwegstationen mit Friedhofskapelle, Kreuzgruppe und Hauptwegeanlage |                                                            | 23. Juli 1986               | A-18            |
| weitere Bilder                          | Rathaus                                                                                             | Hovestadt Bahnhofstraße 7 Karte | Die zurückhaltend gestaltete Fassade erhebt einen gewissen künstlerischen Anspruch. Das Rathaus ist aus wissenschaftlichen, ortsgeschichtlichen und städtebaulichen Gründen denkmalwert, weil es neben dem den Ort beherrschenden Schloss und dem die Stadtsilhouette überragenden Kirchturm den Gegenpol zu den politischen Kräften des Ortes bildet, der sich hier besonders deutlich baulich ablesen lässt. Durch Volumen und Gestaltung wird durch das Rathaus das bürgerliche Selbstverständnis der Zeit im ortspolitischen Kräftespiel dokumentiert. Das zeigt sich auch in der Anlage des Gebäudes, denn es liegt nicht im Verlauf einer Häuserfront, sondern zurückgesetzt, so dass sich davor eine Platzbildung ergibt, die wiederum das Gebäude hervorhebt. | 1926                                                       | 21. Oktober 1987            | A-19            |
| Fachwerkhaus                            | Fachwerkhaus                                                                                        | Hovestadt Im Löttenkamp 10 Karte | Giebelständiges, geschossig abgezimmertes Fachwerkhaus von 5 Gebinden, Grundriss des Kernbaus nahezu quadratisch, Fußstreben dienen der Aussteifung; je 3 Riegel gliedern die Gefache, am Vordergiebel ist der mit Inschrift versehene Sturz einer sich über 2 Gefache erstreckenden Tür erhalten, das Gebäude dokumentiert das kleinbürgerliche Bauen und Wohnen im Dunstkreis von Schloss Hovestadt im 19. Jahrhundert. | 1. Hälfte des 19. Jahrhunderts                             | 23. November 1988           | A-20            |
| BW                                      | Backhaus                                                                                            | Lippborg Röttgersweg 20 Karte | Zweigeschossiges Back und Speicherhaus mit Satteldach in Fachwerkbauweise mit Ziegelausfachung. Das Gebäude ist in Grund- und Aufriss wohl im ursprünglichen Zustand erhalten. Im Querflur des Untergeschosses befindet sich der gemauerte Ofen, rechts davor die Speisekammer und der dickwandig gemauerte Raum für die Kartoffellagerung. Links davon die Holzkammer und ein weiterer Lagerraum. Eine Treppe im Querflur erschließt das Obergeschoss, das einen Mittelflur, einen Kornboden, eine Wurstkammer und eine weitere Kammer enthält. Der Dachboden ist nicht unterteilt. Der Balken über der traufseitig gelegenen Haustür enthält eine Hausinschrift. Das Gebäude ist bedeutend für Lippetal-Lippborg und für die Entwicklung der Arbeits- und Produktionsverhältnisse im ländlichen Raum. Für seine Erhaltung und Nutzung liegen baugeschichtliche, sozialgeschichtliche und volkskundliche Gründe vor.                                               | Vor 1840                                                   | 8. Mai 1990                 | A-21            |
| Kriegerehrenmal                         | Kriegerehrenmal                                                                                     | Herzfeld Kirchplatz 10 Karte | Erbaut nach Entwurf des Architekten Karl Colombo (Köln); Es handelt sich um ein in die Nordwest-Außennische der St.-Ida-Kirche eingelassenes Denkmal. In der Mitte des Denkmals befindet sich eine Statue der Hl. Ida (in der Hand die alte St.-Ida-Kirche), stehend auf einem Sockel, in den ein äsender Hirsch gehauen ist. Darunter sind die Opfer des Krieges 1870/1871 eingehauen. Die linke und rechte Seitenwand führt die Opfer des Zweiten Weltkriegs auf. Daneben sind auf der linken Seite der Hl. Ida die Opfer des Ersten Weltkriegs von 1914 bis Anfang 1916 eingehauen. Zwei Felder links neben der Hl. Ida ist St. Georg abgebildet. Die Gedenktafeln sind eingelassen in blaues Mosaik mit verschiedenen Ornamenten: Links und rechts oberhalb des Hl. Georg jeweils Blumen über dem Hl. Georg ein springendes weißes Pferd. | 1922                                                       | 25. September 1990          | A-22            |
| Bildstock                               | Bildstock                                                                                           | Landstraße zwischen Schoneberg und Ostinghausen Ecke Sundernweg/Schoneberger Straße (Gemarkung Schoneberg, Flur 3, Flurstück 684) Karte | Der leere Bildstock des Jahres 1774 mit der in barocker Tradition stehenden geschweiften Verdachung ist wegen seiner relativ seltenen Form als Beispiel für die Frömmigkeit der bäuerlichen Bevölkerung im 18. Jahrhundert schutzwürdig. Er ist als Baudenkmal aus ortsgeschichtlichen und wissenschaftlich-religionsgeschichtlichen Gründen anerkannt. Die in dem Stock aufgestellte Marienfigur fällt nicht unter den Denkmalschutz. Im Rahmen der im Frühjahr 2024 vom Landesbetrieb Straßenbau NRW initiierten Verkehrssicherungskampagne, bei der massive Wegkreuze und Bildstöcke in Straßennähe in Nordrhein-Westfalen wegen der von ihnen ausgehenden Gefahren abgebaut werden sollen, wurde der zuletzt 2021 restaurierte Bildstock Anfang März 2024 von Mitarbeitern des Landesbetriebs begutachtet. Im Ergebnis kann der auf privatem Grund befindliche Bildstock an seinem Standort verbleiben, die Standsicherheit muss aber laufend überwacht werden. | 1774                                                       | 16. Juni 1997               | A-23            |
| weitere Bilder                          | Elisabeth-Schleuse und Wehr                                                                         | Kesseler Gemarkung Herzfeld, Flur 32, Flurstücke 39-41, 46 und 62                                                                       | |                                                            | 1. April 1998               | A-24            |
|                                         | Alter Kleinbahnhof (gelöscht)                                                                       | Oestinghausen Flur 5, Flurstück 105 | |                                                            | 26. Oktober 1998 (gelöscht) | A-25            |
| Haus Biele                              | Haus Biele                                                                                          | Hovestadt Bahnhofstraße 15 Karte | Denkmalgeschützt ist der Kernbau, ein Fachwerkbau. Der zugehörige Backsteinstall der Zeit um 1900 ist nicht denkmalgeschützt. | Um 1800                                                    | 8. April 1999               | A-26            |
| BW                                      | Hofanlage                                                                                           | Herzfeld Rassenhöveler Straße 21 Karte                                                                                                  | |                                                            | 15. März 2000               | A-27            |
| weitere Bilder                          | Kapelle Böckenberg                                                                                  | Lippborg Alte Beckumer Straße Karte | Die ehemals zum Haus Assen gehörende Kapelle ist ein schlichter verputzter Zahlbau unter Vollwalmdach mit Dachreiter. | 1736                                                       | 2. April 2001               | A-28            |
| BW                                      | Bauernhaus                                                                                          | Hultrop Auf dem Tigge 26 Karte | Es handelt sich um ein kleines niederdeutsches Hallenhaus des frühen 19. Jahrhunderts. | frühes 19. Jahrhundert                                     | 20. März 2002               | A-29            |
|                                         | Hofanlage „Schiller-Pieper“                                                                         | Brockhausen Flur 2, Flurstück 180 | Denkmalgeschützt ist das Haupthaus von 1857 und die Fachwerkscheune von 1875. | 1857 / 1875                                                | 18. Dezember 2002           | A-30            |
| Haus Idenrast                           | Haus Idenrast                                                                                       | Herzfeld Lippstädter Straße 10 Karte | Dreischiffiges, ehemaliges Scheunengebäude | Mitte 19. Jh.                                              | 12. Mai 2005                | A-31            |
| Pfarrhaus „St. Cornelius und Cyprianus“ | Pfarrhaus „St. Cornelius und Cyprianus“                                                             | Lippborg Alter Kirchhof 2 Karte | Zweigeschossiger Ziegelbau auf Grünsandstein-Quadersockel mit Wasserschlag unter mit Pfannen gedecktem Satteldach. Der dreiachsige Baukörper ist zum Chor der Pfarrkirche traufenständig ausgerichtet und hat nördlich einen quergestellten Flügelbau zu zwei Achsen mit gestaffelten Zwerchgiebeln zu beiden Seiten. | 1890                                                       | 12. Mai 2005                | A-32            |
| Fachwerkhaus                            | Fachwerkhaus                                                                                        | Hovestadt Schloßstraße 19 Karte | | 2. Hälfte des 19. Jahrhunderts                             | 20. September 2007          | A-33            |
|                                         | Jüdischer Friedhof                                                                                  | Herzfeld Flur 23, Flurstück 27 | |                                                            | 20. September 2007          | A-34            |
| BW                                      | Jüdischer Friedhof                                                                                  | Oestinghausen Am Stahlberg / Berensberg Karte                                                                                           | | 1832                                                       | 20. September 2007          | A-35            |
| weitere Bilder                          | Jüdischer Friedhof                                                                                  | Schoneberg Postweg Karte | | 1830                                                       | 20. September 2007          | A-36            |
| weitere Bilder                          | Jüdischer Friedhof Hovestadt                                                                        | Schoneberg Im Krähenbring Karte | |                                                            | 20. September 2007          | A-37            |
| Ida-Bildstock                           | Ida-Bildstock                                                                                       | Herzfeld Diestedder Straße Karte | | 1771                                                       | 22. März 2011               | A-38            |
| Alte Post                               | Alte Post                                                                                           | Oestinghausen Soester Straße 1 Karte | |                                                            | 17. August 2011             | A-39            |
| Wohnhaus                                | Wohnhaus                                                                                            | Oestinghausen An der Kirche 10 Karte | |                                                            | 27. März 2017               | A-40            |
| Dankeskapelle                           | Dankeskapelle                                                                                       | Herzfeld Diestedder Straße 40 Karte | | 1953/54                                                    | 10. April 2019              | A-41            |